# 邵宗汉

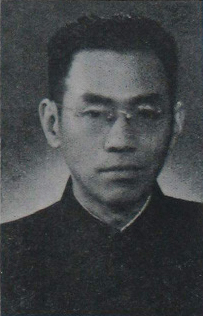

邵宗汉（1907年—1989年6月），江苏武进人，中华人民共和国政治人物，光明日报前总编辑。

## 生平
1954年，当选第一届全国人民代表大会代表。1955年担任中华人民共和国外交部新闻司副司长。1980年担任世界知识出版社副总编辑。1989年去世。